# Liste des lieux habités les plus au sud du monde
Cet article rassemble des informations sur les lieux habités les plus au sud du monde.

## Lieux habités

### Méthodologie
Les listes suivantes indiquent les lieux habités en dehors de l'Antarctique les plus proches du pôle Sud, classés par distance croissante à celui-ci (arrondie ici à 5 km près), pour chacune des grandes zones géographiques au nord de l'océan Austral. « Lieu » est à prendre au sens large (villes, communautés, stations de recherche, etc.). Les bases situées en Antarctique — c’est-à-dire au sud du 60e parallèle sud — ne sont pas mentionnées ici.
À la différence de l'Arctique, aucune terre située au sud du cercle Antarctique ne fait partie d'un quelconque pays et les seules installations humaines sont des stations de recherche. Au nord de ce cercle, on trouve quelques îles sub-antarctiques (quasiment toutes inhabitées) et les pointes sud de l'Afrique, de l'Amérique et de la Nouvelle-Zélande.

### Afrique
Au sud de l'Afrique, seule l'île Marion, dans l'archipel sud-africain du Prince-Édouard, possède une petite station météorologique abritant 20 à 50 personnes (46° 55′ S, 37° 45′ E). Le point le plus au sud du continent africain est le cap des Aiguilles (34° 50′ S, 20° 00′ E) et la municipalité qui le contient possédait 26 182 habitants en 2001. Toute la zone est habitée et l'Afrique ne possède pas à proprement parler de lieux habités isolés au sud de son territoire.

### Amérique du Sud
Le sud de l'Amérique du Sud est composé de plusieurs archipels comportant de nombreuses zones d'habitation (cette carte en indique certaines sans préciser leur nature). La liste suivante est largement incomplète.
| Nom                      | Zone géographique                                                                    | Pays      | Type                           | Population | Coordonnées          | Distance au pôle (km) |
| ------------------------ | ------------------------------------------------------------------------------------ | --------- | ------------------------------ | ---------- | -------------------- | --------------------- |
| Station de l'île Gonzalo | îles Diego Ramirez                                                                   | Chili     | Station météo                  | ?          | 56° 30′ S, 68° 43′ O | 3 720                 |
| Station de l'île Horn    | îles Hermite                                                                         | Chili     | Station de la marine chilienne | ?          | 55° 59′ S, 67° 16′ O | 3 775                 |
| Puerto Toro              | Île Navarino, Magallanes                                                             | Chili     | Village                        | Env. 50    | 55° 05′ S, 67° 06′ O | 3 875                 |
| Caleta Wulaia            | Île Navarino, Magallanes                                                             | Chili     | Village                        | ?          | 55° 03′ S, 68° 09′ O | 3 880                 |
| Puerto Williams          | Île Navarino, Magallanes                                                             | Chili     | Ville                          | 1 952      | 54° 56′ S, 67° 37′ O | 3 890                 |
| Puerto Navarino          | Île Navarino, Magallanes                                                             | Chili     | Village                        | ?          | 54° 56′ S, 68° 20′ O | 3 890                 |
| Puerto Almanza           | Grande île de la Terre de Feu, Terre de Feu, Antarctique et Îles de l'Atlantique Sud | Argentine | Village                        | 100        | 54° 52′ S, 67° 33′ O | 3 919                 |
| Ushuaïa                  | Grande île de la Terre de Feu, Terre de Feu, Antarctique et Îles de l'Atlantique Sud | Argentine | Ville                          | 82 615     | 54° 48′ S, 68° 18′ O | 3 925                 |
| Tolhuin                  | Grande île de la Terre de Feu, Terre de Feu, Antarctique et Îles de l'Atlantique Sud | Argentine | Ville                          | 9 879      | 54° 30′ S, 67° 11′ O | 3 959                 |
| Río Grande               | Grande île de la Terre de Feu, Terre de Feu, Antarctique et Îles de l'Atlantique Sud | Argentine | Ville                          | 98 017     | 53° 47′ S, 67° 42′ O | 4 020                 |
| Porvenir                 | Grande île de la Terre de Feu, Magallanes                                            | Chili     | Ville                          | Env. 4 700 | 53° 17′ S, 70° 22′ O | 4 075                 |
| Punta Arenas             | Amérique continentale, Magallanes                                                    | Chili     | Ville                          | 123 403    | 53° 10′ S, 70° 56′ O | 4 085                 |

### Océanie
En Océanie, l'île Stewart — troisième plus grande île de Nouvelle-Zélande — est la terre habitée la plus australe. Elle possédait 387 habitants en 2001, 80 % résidant à Oban (46° 54′ S, 168° 08′ E).

### Îles isolées
La plupart des îles sub-antarctiques sont inhabitées, mais certaines possèdent une base scientifique abritant une population — souvent temporaire. Les îles habitées ci-dessous sont toutes situées plus au sud que le cap des Aiguilles (le point méridional du continent africain).
| Île                                            | Pays           | Population | Coordonnées           |
| ---------------------------------------------- | -------------- | ---------- | --------------------- |
| Île Macquarie (base scientifique)              | Australie      | 20 à 40    | 54° 37′ S, 158° 51′ E |
| Géorgie du Sud (King Edward Point)             | Royaume-Uni    | Jusqu'à 18 | 54° 28′ S, 36° 05′ O  |
| Île Bird (base scientifique)                   | Royaume-Uni    | 4          | 54° 00′ S, 38° 03′ O  |
| Îles Malouines (Port Stanley)                  | Royaume-Uni    | Env. 1 500 | 51° 41′ S, 57° 52′ O  |
| Îles Kerguelen (Port-aux-Français)             | France         | 60 à 120   | 49° 21′ S, 70° 13′ E  |
| Île Marion                                     | Afrique du Sud | 20 à 50    | 46° 55′ S, 37° 45′ E  |
| Île de la Possession (base Alfred-Faure)       | France         | 18 à 30    | 46° 30′ S, 51° 50′ E  |
| Île Gough (station météo)                      | Royaume-Uni    | Env. 10    | 40° 20′ S, 10° 00′ E  |
| Île Amsterdam (base Martin-de-Viviès)          | France         | Env. 40    | 37° 50′ S, 77° 31′ E  |
| Île Tristan da Cunha (Édimbourg-des-Sept-Mers) | Royaume-Uni    | Env. 270   | 37° 07′ S, 12° 17′ O  |

## Grandes villes
Pour chaque continent, les villes de plus de 50 000 habitants situées les plus au sud :
- Afrique : Le Cap (2 893 246 habitants, 33° 56′ S, 18° 25′ E)
- Amérique du Sud :
  - Argentine : Ushuaïa (82 615 habitants, 54° 48′ S, 68° 18′ O)
  - Argentine : Río Grande (98 017 habitants, 53° 47′ S, 67° 42′ O)
  - Chili : Punta Arenas (123 403 habitants, 53° 10′ S, 70° 56′ O)

- Océanie :
  - Australie : Hobart (206 000 habitants dans l'agglomération, 42° 53′ S, 147° 19′ E)
  - Nouvelle-Zélande : Invercargill (50 800 habitants sur le territoire de la ville, 46° 25′ S, 168° 19′ E)
  - Nouvelle-Zélande : Dunedin (114 700 habitants, 45° 52′ S, 170° 30′ E)